# تانایکا
تانایکا (انگلیسی: Tanayka) یک شهرک در شهرستان بلاگووشچنسکی باشقیرستان کشور روسیه است.